# محمد عبدالشافی
محمد عبدالشافی (عربی: محمد عبد الشافي؛ زادهٔ ۱ ژوئیهٔ ۱۹۸۵) یک بازیکن فوتبال اهل مصر است.

## باشگاهی
از باشگاه‌هایی که در آن بازی کرده‌است می‌توان به باشگاه فوتبال الاهلی عربستان سعودی، و باشگاه ورزشی زمالک اشاره کرد.

## تیم ملی
وی همچنین در تیم ملی فوتبال مصر بازی کرده است.